# Gazeta Sălajului
Gazeta Sălajului a fost un ziar fondat de Leontin Ghergariu în 1936 în Zalău, județul Sălaj (interbelic).